# 풀빵

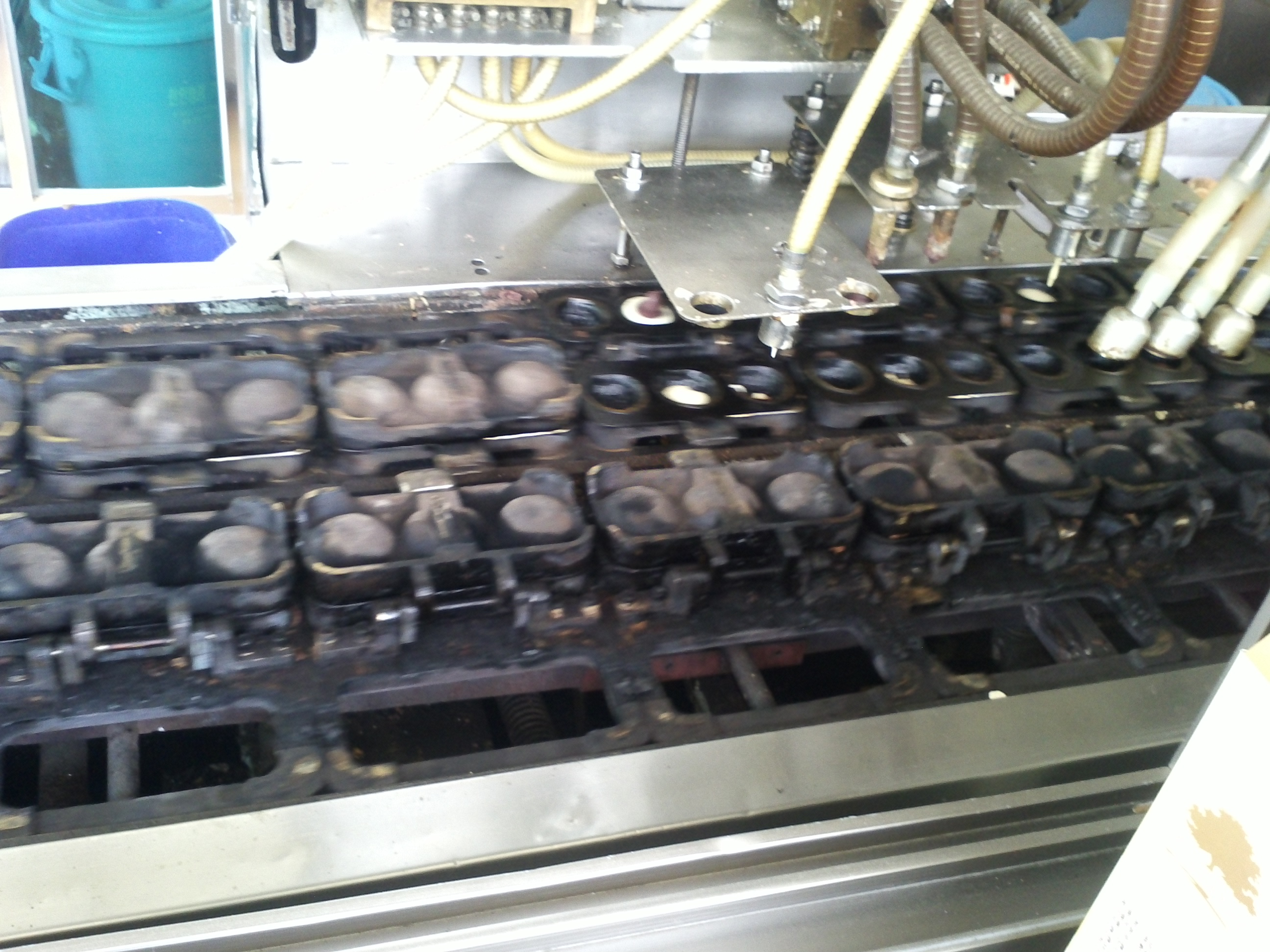
풀빵을 굽는 기계

풀빵은 철판으로 된 틀에 액체 밀가루 반죽물을 부어 굽는 한국의 빵류 음식을 이른다. 오방떡, 잉어빵, 붕어빵, 계란빵, 국화빵, 호두과자, 땅콩과자, 팥빵, 도미빵, 호빵, 타코야키 등을 풀빵이라고 할 수 있다.